# Olizy-sur-Chiers
Olizy-sur-Chiers è un comune francese di 187 abitanti situato nel dipartimento della Mosa nella regione del Grand Est.
Il territorio comunale è attraversato dal fiume Chiers.

## Società

### Evoluzione demografica
Abitanti censiti